# Clatrodes
Clatrodes is een monotypisch geslacht van vlinders uit de familie van de grasmotten (Crambidae). De wetenschappelijke naam van het geslacht is voor het eerst geldig gepubliceerd in 1953 door Hubert Marion en Pierre Viette.
Dit geslacht is monotypisch, dat wil zeggen dat het maar één soort heeft namelijk Clatrodes squaleralis Marion & Viette, 1953.